# 土牧尔台镇
土牧尔台镇是中华人民共和国内蒙古自治区乌兰察布市察哈尔右翼后旗下辖的一个镇。

## 行政区划
土牧尔台镇下辖以下村级行政区划单位：
第一社区、第二社区、第三社区、第四社区、第五社区、团结村、东西滩村、段些村、大南房村、东方红村、新建村、八号地村、西山湾村、金坝地村、西土城村、大西村、巨井泉村、长胜湾村、富新苑社区村和察右后旗土牧尔台皮毛绒肉加工工业园区。